# Machimus assamensis
Machimus assamensis là một loài ruồi trong họ Asilidae. Machimus assamensis được Ricardo miêu tả năm 1919. Loài này phân bố ở miền Ấn Độ - Mã Lai.